# Bonia levigata
Bonia levigata är en gräsart som först beskrevs av L.C.Chia, H.L.Fung och Ya Ling Yang, och fick sitt nu gällande namn av Nian He Xia. Bonia levigata ingår i släktet Bonia och familjen gräs. Inga underarter finns listade i Catalogue of Life.